# Aroa major
Aroa major är en fjärilsart som beskrevs av George Francis Hampson 1893. Aroa major ingår i släktet Aroa och familjen tofsspinnare. Inga underarter finns listade i Catalogue of Life.